# Nhất quỷ nhì ma, thứ ba học trò
"Nhất quỷ nhì ma, thứ ba học trò" là một câu thành ngữ Việt Nam, với ý nghĩa ám chỉ những hành động thời trong giai đoạn còn là học sinh của mỗi người khi đến trường. Thành ngữ được sử dụng mang nghĩa tích cực, coi những hành động đó như những trò nghịch ngợm, quậy phá và hiếu động trong giai đoạn trưởng thành của học sinh.